# Oruro Royal Club
L'Oruro Royal Club és un club de futbol bolivià de la ciutat d'Oruro.

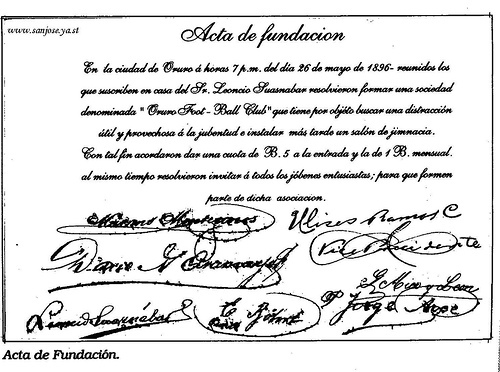
Acta de fundació de l'Oruro Royal.

És el club més antic del país, essent fundat el 26 de maig de 1896.
El primer partit fou el 26 de maig de 1897 (data del seu primer aniversari), en el qual s'enfrontaren dos equips del mateix club.
El primer partit amb un club d'un altre departament fou el 1905 davant el Thander Foot Ball Club de La Paz.

## Palmarès
- Primera "A" de l'Asociación de Fútbol de Oruro: 
  - 1986, 1987, 1995, 1999, 2011, 2011-12, 2013-14